# Copa Desafío CECAFA Sub-23 2021
La Copa Desafío CECAFA Sub-23 2021 fue la 41.ª edición de la Copa CECAFA, una competición internacional de fútbol en que participan los equipos nacionales sub-23 de las naciones miembro del Consejo de Asociaciones de Fútbol para el Este y Centro de África (CECAFA). Se realizó en Etiopía del 17 al 30 de julio de 2021.
Uganda es el campeón defensor al haberse ganado el título en 2019. La República Democrática del Congo participó como equipo invitado.

## Sede
| Ciudad    | Bahir Dar         |
| Estadio   | Estadio Bahir Dar |
| Capacidad | 60.000            |

## Participantes
En cursiva los equipos debutantes.
| Equipos participantes | Equipos participantes | Equipos participantes |
| --------------------- | --------------------- | --------------------- |
| Burundi               | RD Congo              | Yibuti                |
| Eritrea               | Etiopía               | Kenia                 |
| Sudán del Sur         | Tanzania              | Uganda                |

## Fase de grupos

### Grupo A
| Pos. | Equipo   | Pts. | PJ | G | E | P | GF | GC | Dif. | Clasificación                       |
| ---- | -------- | ---- | -- | - | - | - | -- | -- | ---- | ----------------------------------- |
| 1    | Tanzania | 4    | 2  | 1 | 1 | 0 | 2  | 1  | +1   | Clasificado a las semifinales       |
| 2    | Uganda   | 2    | 2  | 0 | 2 | 0 | 1  | 1  | 0    | Posible clasificación a semifinales |
| 3    | RD Congo | 1    | 2  | 0 | 1 | 1 | 0  | 1  | −1   |                                     |

Actualizado a los partidos jugados el 24 de julio de 2021.
 Fuente: Soccerway
| Fecha                      | Lugar     |          |                     | Resultado |                                            |          |
| -------------------------- | --------- | -------- | ------------------- | --------- | ------------------------------------------ | -------- |
| 18 de julio de 2021, 13:00 | Bahir Dar | Uganda   | Bandera de Uganda   | 0:0       | Bandera de República Democrática del Congo | RD Congo |
| 21 de julio de 2021, 16:00 | Bahir Dar | Tanzania | Bandera de Tanzania | 1:0       | Bandera de República Democrática del Congo | RD Congo |
| 24 de julio de 2021, 16:00 | Bahir Dar | Uganda   | Bandera de Uganda   | 1:1       | Bandera de Tanzania                        | Tanzania |

### Grupo B
| Pos. | Equipo  | Pts. | PJ | G | E | P | GF | GC | Dif. | Clasificación                       |
| ---- | ------- | ---- | -- | - | - | - | -- | -- | ---- | ----------------------------------- |
| 1    | Burundi | 4    | 2  | 1 | 1 | 0 | 4  | 1  | +3   | Clasificado a las semifinales       |
| 2    | Etiopía | 2    | 2  | 0 | 2 | 0 | 4  | 4  | 0    | Posible clasificación a semifinales |
| 3    | Eritrea | 1    | 2  | 0 | 1 | 1 | 3  | 6  | −3   |                                     |

Actualizado a los partidos jugados el 23 de julio de 2021.
 Fuente: Soccerway
| Fecha                      | Lugar     |         |                    | Resultado                                                |                    |         |
| -------------------------- | --------- | ------- | ------------------ | -------------------------------------------------------- | ------------------ | ------- |
| 17 de julio de 2021, 16:00 | Bahir Dar | Etiopía | Bandera de Etiopía | 3:3                                                      | Bandera de Eritrea | Eritrea |
| 20 de julio de 2021, 16:00 | Bahir Dar | Burundi | Bandera de Burundi | 3:0 Archivado el 20 de julio de 2021 en Wayback Machine. | Bandera de Eritrea | Eritrea |
| 23 de julio de 2021, 16:00 | Bahir Dar | Etiopía | Bandera de Etiopía | 1:1                                                      | Bandera de Burundi | Burundi |

### Grupo C
| Pos. | Equipo        | Pts. | PJ | G | E | P | GF | GC | Dif. | Clasificación                       |
| ---- | ------------- | ---- | -- | - | - | - | -- | -- | ---- | ----------------------------------- |
| 1    | Kenia         | 6    | 2  | 2 | 0 | 0 | 5  | 0  | +5   | Clasificado a las semifinales       |
| 2    | Sudán del Sur | 3    | 2  | 1 | 0 | 1 | 2  | 2  | 0    | Posible clasificación a semifinales |
| 3    | Yibuti        | 0    | 2  | 0 | 0 | 2 | 0  | 5  | −5   |                                     |

Actualizado a los partidos jugados el 24 de julio de 2021.
 Fuente: Soccerway
| Fecha                      | Lugar     |               |                          | Resultado                                                |                          |               |
| -------------------------- | --------- | ------------- | ------------------------ | -------------------------------------------------------- | ------------------------ | ------------- |
| 18 de julio de 2021, 16:00 | Bahir Dar | Yibuti        | Bandera de Yibuti        | 0:3                                                      | Bandera de Kenia         | Kenia         |
| 21 de julio de 2021, 13:00 | Bahir Dar | Sudán del Sur | Bandera de Sudán del Sur | 0:2 Archivado el 21 de julio de 2021 en Wayback Machine. | Bandera de Kenia         | Kenia         |
| 24 de julio de 2021, 13:00 | Bahir Dar | Yibuti        | Bandera de Yibuti        | 0:2                                                      | Bandera de Sudán del Sur | Sudán del Sur |